# Alvanq
Alvanq (o Alvank, in armeno Ալվանք; precedentemente Aldara, in armeno Ալդարա) è un comune dell'Armenia, precisamente della provincia di Syunik; nel 2010, ovvero nell'ultimo censimento, si contavano 343 abitanti. Si trova nei pressi del confine con l'Iran.